# (10425) Landfermann
(10425) Landfermann est un astéroïde de la ceinture principale.

## Description
(10425) Landfermann est un astéroïde de la ceinture principale. Il fut découvert le 20 janvier 1999 à Caussols par le projet ODAS. Il présente une orbite caractérisée par un demi-grand axe de 2,53 UA, une excentricité de 0,07 et une inclinaison de 2,2° par rapport à l'écliptique.

## Compléments